# 抱抱俏佳人
《抱抱俏佳人》是邵氏兄弟(香港)有限公司與電視廣播有限公司合作拍攝的電影，由楊千嬅、林峯領銜主演，導演黃真真，編劇及監製鄭丹瑞。香港於2010年10月18日首映，10月21日公映，而內地則於10月22日上映。片中加插大量植入式廣告, 誠是無綫電視製作電影仍不忘做生意的風格。
楊千嬅憑「孫洛昕」角色以大熱姿態首奪《香港電影評論學會大獎》「最佳女演員」，評價為「她憑著《抱抱俏佳人》的「剩女」角色，擺脫從前的傻大姐形象，她對演出節奏的準確拿捏，得到評審認同，終於擊敗《月滿軒尼詩》的湯唯及《綫人》的桂綸鎂等，成為今屆香港電影評論學會大獎影后」。

## 演員表

### 主要演員
| 演員   | 角色   | 暱稱/關係                                                                      |
| 楊千嬅 | 孫洛昕 | Perfect Wedding老闆兼婚禮統籌師 凌裕風之女友 「色慾都市」成員 前為Kelvin未婚妻 |
| 林 峯  | 凌裕風 | Up & Dup律師事務所律師，後為Perfect Wedding證婚律師 叉姐兒子 孫洛昕男友        |

### 其他演員
| 演員    | 角色      | 暱稱/關係                             |
| 毛舜筠  | Doris     | 珠寶連鎖店高層，「色慾都市」首領      |
| 葛民輝  | Kelvin    | 孫洛昕前男友                          |
| 周秀娜  | Flora     | Perfect Wedding婚禮統籌師，喜歡凌裕風 |
| 廖碧兒  | Mimi      | 資深律師，「色慾都市」成員            |
| 徐子珊  | Remmy     | Spa店老闆，「色慾都市」成員           |
| 敖嘉年  | Wing      | Perfect Wedding婚禮形象顧問           |
| 朱 璇   | Fanny     | 頭等艙空姐，「色慾都市」成員          |
| 麥玲玲  | 叉 姐     | 凌裕風之母                            |
| 洪卓立  | Louis     | 大楊生之子，Vivian之未婚夫            |
| 翁佳妮  | 小公主    | Perfect Wedding職員                   |
| 吳耀漢  | 大楊生    | 富豪，小楊生之父                      |
| 湯 怡   | Vivian    | Louis之未婚妻                         |
| 劉以達  | 趙山      | 趙太之未婚夫                          |
| 貝安琪  | 趙太      | 趙先生之未婚妻                        |
| ELENA.S | LADY GAGA | 趙生趙太要求之婚禮嘉賓                |
| 何傲兒  | 謝美琪    | 浴袍新娘                              |
| 何君誠  | 林聰      | 浴袍新郎                              |
| 白韻琴  |           | 節目女主持                            |
| 高海寧  | Larina    |                                       |
| 陳智燊  |           | 慈善家                                |
| 李豪    |           | Louis朋友                             |
| 沈震軒  |           | Louis朋友                             |
| 張景淳  |           | Louis朋友                             |
| 羅鈞滿  |           | Louis朋友                             |
| 俞融蓉  |           | 酒吧青春少艾                          |

## 主題曲
- 初見（收錄於楊千嬅2010年廣東專輯《Home》）
- 作曲：鄧智偉
- 作詞：張美賢
- 主唱：楊千嬅、林峯
- (另有楊千嬅獨唱版本 以及林峯2011年紅館演唱會上的獨唱版本 )

- 未完的歌(『初見』國語版)（收錄於楊千嬅2011年國語專輯《Ready or Not》）
- 作曲：鄧智偉
- 作詞：張美賢
- 主唱：楊千嬅、林峯

## 記事
- 2010年2月9日：此電影於23:00在尖沙咀The Mira 18樓宴會廳拍攝外景[3]。
- 2010年3月4日：此電影於18:00在尖沙咀The Mira 18樓4號宴會廳舉行記者招待會[4]。
- 2010年10月2日：此電影在香港開始於多間戲院陸續播放口碑場。
- 2010年10月25日：在中港兩地共收得過千萬票房，導演黃真真率領劇組在澳門威尼斯人舉行祝捷會[5]。
- 2012年2月11日：此電影於翡翠台及高清翡翠台首播。

## 獎項
- 2010年香港電影評論學會大獎 -- 最佳女演員 楊千嬅 飾 孫洛昕（抱抱俏佳人）[6]
- 電影主題曲「初見」獲得2010年度十大勁歌金曲頒獎典禮最受歡迎合唱歌曲金獎

## 相關
- 抱抱俏佳人官方網站
- 抱抱俏佳人節目網站 （页面存档备份，存于）
- 蘋果日報 2010年1月23日：攞完亞太男歌手轉戰影圈　林峯獲TVB力捧　連開兩戲 （页面存档备份，存于）
- 東方日報 2010年1月29日：林峯fing唔甩千嬅落疊受氹 （页面存档备份，存于）
- 東方日報 2010年2月11日：楊千嬅冷落老公　炆齋贖罪 （页面存档备份，存于）
- 記者招待會報導：蘋果日報 （页面存档备份，存于）　東方日報 （页面存档备份，存于）　大公報
- 開眼電影網上《完美嫁衣》的資料（繁體中文）
- 豆瓣电影上《完美嫁衣》的資料 （简体中文）
- 时光网上《完美嫁衣》的資料（简体中文）
- AllMovie上《抱抱俏佳人》的资料（英文）
- 爛番茄上《抱抱俏佳人》的資料（英文）
- 香港影庫上《抱抱俏佳人》的資料（繁體中文）
- 互联网电影数据库（IMDb）上《抱抱俏佳人》的资料（英文）